# 阿爾莫 (肯塔基州)
阿爾莫（英語：Almo）是位於美國肯塔基州卡洛威縣的一個非建制地區。

## 地理
阿爾莫所處的海拔為高於海平面131米（即430英呎），而該地所採用的時區為UTC-6，即北美中部時區（CST）。同時該地設有夏令時間，為UTC-6調快一小時，即UTC-5（CDT）。